# 名誉大佐
名誉大佐（めいよたいさ、英: Colonel）は、国家や軍隊などが、軍人またはその国家の建設・繁栄に功労ある人に対して授与する称号（名誉称号）である。

## 概要
軍隊における階級のひとつである大佐（英: Colonel）と同じ語を用いるが、意味合いは異なる。
軍隊から授与された場合であっても、名誉大佐には軍事上の指揮権は一切存在しない。また、軍人としての福利厚生や給与・年金を受ける権利も一般的には無い。
近世イングランドや南北戦争前のアメリカ合衆国で、地元の民兵隊への活動資金拠出で大きく貢献した富豪を、実際の指揮権をもたない大佐に任じて名誉的に報いたことに由来する。近世から19世紀にかけての当時、大佐を指揮官とする連隊が基本単位の部隊であり、小規模な傭兵集団や民兵隊でも連隊と称し、その長は大佐を肩書としていた。

## アメリカ合衆国
アメリカ合衆国の州は実際に戦闘能力をもつ州兵部隊を保有し、その将校・兵士を任命している。州兵は定義上民兵であるものの、州予算と連邦からの補助で運営される事実上の通常軍隊であり、寄付に依存する組織ではない。しかし、一般的な社会貢献活動などへの表彰として現代でも名誉大佐を任命する州は南部を中心に存在する。
ケンタッキー州がケンタッキー・カーネルの称号を授与しているが、これも名誉大佐称号の一種である。
一般的に欧米では名誉大佐はセレブとして扱われる。カーネル・サンダースが白い服を着用していたのもセレブらしい格好をしているためだと言われている。

## イギリス
当初のイギリス陸軍はカーネル・イン・チーフ（Colonel-in-Chief）が所有する連隊の寄せ集めであった。この歴史的な経緯からカーネル・イン・チーフという制度自体は現在も存在しており、ほぼすべての連隊にカーネル・イン・チーフが存在している。ただし名誉職化しており、式典に出席する程度である。
名誉大佐は功績のあった退役軍人などに授与される。陸軍はHonorary Colonel、海軍はHonorary Captainである。

## 中南米
医学者の野口英世は、エクアドルで流行していた黄熱病の研究に貢献したことにより、1918年にエクアドル共和国陸軍から名誉軍医監および名誉大佐の称号が授与されている。このケースでは、軍服と軍靴、軍刀も授与されている。
ジャマイカなどでも名誉大佐の称号が存在する。